# Amélie Cazé
Amélie Cazé, née le 18 février 1985 à Noyon, est une pentathlonienne française. En 2007 à Berlin, elle devient la première championne du monde française de ce sport.

## Biographie
C'est dans sa ville natale de Noyon (Oise), qu'elle découvre le pentathlon moderne. Après s'être entraînée au club local puis avoir intégré le Pôle Espoir Picard, elle rejoint l'Institut national du sport et de l'éducation physique (INSEP) qui lui permet de côtoyer l'élite du sport français et de poursuivre ses études. Dans ce domaine, elle obtient son CAPES en 2007.
À 19 ans, elle participe à ses premiers Jeux olympiques en prenant la 12e place finale lors des jeux d'Athènes.
Elle obtient ses premiers titres en championnat de France, où elle cumule le titre en junior et en sénior lors des éditions 2004, 2005 et 2006. Cette même année 2006, elle remporte la médaille de bronze lors des championnats du monde.
En 2007, elle devient la première française sacrée championne du monde à Berlin. Elle est aussi la première tricolore à décrocher un podium à ce niveau depuis Caroline Delemer en 1991. Avec 5 600 points (Tir : 1 108 ; escrime : 1 000 ; natation : 1 136 ; équitation : 1 116 ; course : 1 040), elle devance l'Allemande Lena Schöneborn et la Lituanienne Laura Asadauskaite. 
Amélie Cazé remporte un deuxième titre consécutif de championne du monde.
Elle se présente parmi les favorites lors des jeux olympiques de Pékin. Malgré une cinquième place lors de l'épreuve d'escrime et une deuxième place en natation, elle se classe neuvième à l'issue des cinq épreuves.
En 2009, le pentathlon change de formule : les épreuves de tir et la course sont remplacées par un combiné course-tir composé de trois séances de tir au pistolet à 10 mètres au sein d'une course de trois fois mille mètres.
Pour sa première grande compétition dans cette nouvelle formule, elle remporte le titre européen avec 5 652 points (1 024 à l'escrime, 1 216 en natation, 1 156 en équitation, 2 256 en combiné tir-course). En août, Amélie Cazé ambitionne de devenir la première championne du monde sous sa nouvelle formule, ce qui serait son troisième titre mondial consécutif. Lors de ces championnats, disputés à Crystal Palace à Londres, elle termine à la onzième place après une contre-performance initiale : une treizième place lors de la première épreuve, l'escrime, qui est pourtant l'un de ses points forts. Elle réalise 5 500 points (Escrime : 856, natation : 1 208, équitation : 1 136, combiné : 2 300). Le titre est remporté par la Chinoise Chen Qian avec 5 840 points.
L'année suivante, en 2010, Amélie Cazé remporte un deuxième titre successif de championne d'Europe en devançant de trois mètres lors du combiné l'Allemande et championne olympique Lena Schöneborn.
Au Championnat du Monde 2010 à Chengdu (Chine), Amélie Cazé remporte le titre individuel de championne du monde de pentathlon moderne. La jeune Française termine devant la Lituanienne Donata Rimsaite et l'Allemande Lena Schöneborn. En bonus, l'équipe de France, dont elle fait partie, décroche le titre féminin par équipe. Quelques jours plus tard, elle remporte une médaille d'argent avec le relais, qu'elle compose avec Elfie Arnaud et Élodie Clouvel.
Sa saison suivante est perturbée par des blessures : ischio-jambiers de la jambe droite, puis désorganisation de la bandelette ilio-tibiale, et aponévrose. Cela la prive de la plupart des compétitions de coupe du monde : elle remporte la première manche de celle-ci à Palm Springs (USA). Elle aborde le championnat d'Europe 2011 avec pour principal objectif d'obtenir sa qualification pour les jeux olympiques de Londres. Celle-ci est liée à une place dans les huit premières. Elle termine finalement au quatrième rang. Lors de l'épreuve par équipes, les Françaises, avec Elfie Arnaud et Anaïs Eudes, terminent au troisième rang. Les Françaises terminent également à la troisième place du relais. Peu après ce championnat d'Europe, Amélie Cazé déclare forfait pour le reste de la saison car elle souffre de nouveau des muscles ischio-jambiers.
En février 2014 elle annonce mettre fin à sa carrière sportive. Elle participe néanmoins à certaines compétitions du circuit coupe du monde d'escrime 2014-2015.
Durant les Jeux olympiques 2020 à Tokyo, elle est consultante pour France Télévisions et commente les épreuves de pentathlon moderne avec Alexandre Boyon.

## Palmarès
| Discipline/Année                          | 2002 | 2003 | 2004 | 2005 | 2006 | 2007 | 2008 | 2009 | 2010 | 2011 | 2012 |
| ----------------------------------------- | ---- | ---- | ---- | ---- | ---- | ---- | ---- | ---- | ---- | ---- | ---- |
| Jeux olympiques Individuel                | -    | -    | 12   | -    | -    | -    | 9    | -    | -    | -    | 18   |
| Championnats du monde seniors Individuel  | -    | -    | 30   | -    | -    | 1er  | 1    | 11   | 1    | -    | -    |
| Championnats du monde seniors Équipe      | -    | -    | 3    | -    | -    | -    | -    | -    | 1    | -    | -    |
| Championnats d'Europe seniors Individuel  | -    | -    | -    | 5    | 8    | -    | -    | 1    | 1    | 4    | -    |
| Championnats de France seniors Individuel | 2    | 2    | 1    | 1    | 1    | 1    | 1    | 1    | -    | -    | -    |
| Championnats du monde juniors Individuel  | -    | 2    | -    | -    | 3    | -    | -    | -    | -    | -    | -    |

Ce palmarès n'est pas complet.